# Championnat du Costa Rica de football 1942
Navigation
Saison précédente Saison suivante
La Primera División 1942 est la vingt-deuxième édition de la première division costaricienne.
Lors de ce tournoi, le LD Alajuelense a tenté de conserver son titre de champion du Costa Rica face aux six meilleurs clubs costariciens.
Chacun des sept clubs participant était confronté trois fois aux six autres équipes.

## Les 7 clubs participants
| \| San José: Gimnástica Española CS La Libertad Universidad LD Alajuelense CS Cartagines I San José CS Herediano I San José Orión FC I San José \| Localisation des clubs engagés dans le championnat. |
| San José: Gimnástica Española CS La Libertad Universidad LD Alajuelense CS Cartagines I San José CS Herediano I San José Orión FC I San José                                                           |

| Club                | Stade                        | Capacité          | Ville      |
| LD Alajuelense      | Stade Alejandro Morera Soto  | 17 900            | Alajuela   |
| CS Cartagines       | Stade inconnu                | Capacité inconnue | Cartago    |
| Gimnástica Española | Stade inconnu                | Capacité inconnue | San José   |
| CS Herediano        | Stade inconnu                | Capacité inconnue | Heredia    |
| CS La Libertad      | Stade national du Costa Rica | 25 500            | San José   |
| Orión FC            | Stade Lito Monge             | 27 500            | Curridabat |
| Universidad         | Stade Ecológico              | 1 800             | San José   |

## Compétition
Les sept équipes s'affrontent à trois reprises selon un calendrier tiré aléatoirement. 
Le classement est établi sur l'ancien barème de points (victoire à 2 points, match nul à 1, défaite à 0).
Le départage final se fait selon les critères suivants :
- Le nombre de points.
- Un match de départage.

### Classement
| Rang | Équipe              | Pts | J  | G  | N | P  | Bp | Bc | Diff |
| ---- | ------------------- | --- | -- | -- | - | -- | -- | -- | ---- |
| 1    | CS La Libertad      | 29  | 18 | 13 | 3 | 2  | 50 | 30 | +20  |
| 2    | Gimnástica Española | 24  | 18 | 12 | 0 | 6  | 54 | 47 | +7   |
| 3    | Universidad         | 20  | 18 | 8  | 4 | 6  | 51 | 41 | +10  |
| 4    | CS Cartagines       | 17  | 18 | 8  | 1 | 9  | 45 | 51 | -6   |
| 5    | Orión FC            | 13  | 18 | 5  | 3 | 10 | 46 | 53 | -7   |
| 6    | CS Herediano        | 12  | 18 | 5  | 2 | 11 | 50 | 56 | -6   |
| 7    | LD Alajuelense (T)  | 11  | 18 | 5  | 1 | 12 | 44 | 62 | -18  |

| Légende : Abréviations | Légende : Abréviations |
| ---------------------- | ---------------------- |
|                        | (T) : Tenant du titre  |

## Bilan du tournoi
| Tableau d'Honneur |                |
| Compétition       | Vainqueur      |
| Primera División  | CS La Libertad |

## Statistiques

### Meilleur buteur
- Gonzalo Fernández (CS Cartagines) 18 buts
- Fernando Solano (Gimnástica Española) 18 buts